# Psychomyia minima
Psychomyia minima är en nattsländeart som först beskrevs av Martynov 1910.  Psychomyia minima ingår i släktet Psychomyia och familjen tunnelnattsländor. Inga underarter finns listade i Catalogue of Life.